# Bengt Nagel
Bengt Christian Håkan Nagel, född 17 januari 1927 i Skövde, död 21 september 2016 i Täby, var en svensk fysiker.
Bengt Nagel blev 1964 professor i matematisk fysik vid Kungliga Tekniska Högskolan. Han blev 1978 ledamot av Vetenskapsakademien. Han var 1974–1988 sekreterare i Vetenskapsakademiens Nobelkommitté för fysik och 1986–1997 ledamot av densamma.